# SMS München
Le SMS München est un croiseur léger de la Kaiserliche Marine, le cinquième de classe Bremen.

## Histoire
Son baptême a lieu le 30 avril 1904 en présence de Louis III de Bavière et du maire de Munich, von Borscht. La mise en service a lieu le 10 janvier 1905.
Après tous les essais, le navire remplace le SMS Nymphe dans l'inspection des torpilleurs. Du 9 décembre 1906 au 21 juin 1907, il est remanié au Kaiserliche Werft Wilhelmshaven. Puis l'empereur monte à son bord pour l'inauguration du SM U-1. En août et septembre 1908, il sert aux manœuvres des réservistes. En février 1910, le torpilleur S122 le percute au niveau de la salle des machines.
En août 1914, prêt à partir pour la mer Baltique, il part pour la bataille de Heligoland en mer du Nord avec le SMS Danzig. Il est ensuite présent à la bataille de Dogger Bank le 24 janvier 1915. Il revient en mer Baltique, près du Gotland, où il croise quatre croiseurs cuirassés russes. Le 31 janvier 1916, il percute le cargo allemand Moskau, lequel sombre. Le 10 mars 1916, il a l'ordre de revenir en mer du Nord.
Lors de la bataille du Jutland, le soir du 31 mai 1916, il rencontre des croiseurs de marine britannique, quatre hommes sont tués. Durant sa retraite, il tombe sur un autre croiseur britannique ; quatre autres hommes sont tués ainsi que vingt blessés. Le navire est réparé à Brême et Wilhelmshaven, il peut repartir le 30 juin 1916.
Durant une incursion en mer du Nord, au matin du 19 octobre 1916, une torpille du sous-marin britannique HMS E38 le percute. En raison des dommages graves, le SMS München n'est de nouveau plus opérationnel. Il est désarmé en novembre 1916. À partir de 1918, il sert comme navire d'hébergement pour la Sundwachschiffe.
Le 5 novembre 1919, il est classé dans le tribut de guerre et remis sous le nom de "Schiff Q" au Royaume-Uni. Le SMS München est alors abandonné.

## Commandement
| Janvier à mars 1905            | Korvettenkapitän / Fregattenkapitän Wilhelm Schäfer            |
| Mars à mai 1905                | Kapitän zur See Ernst Schaefer                                 |
| Mai à septembre 1905           | Korvettenkapitän / Fregattenkapitän Friedrich Schulz           |
| Septembre 1905 à mars 1906     | Kapitän zur See Ernst Schaefer                                 |
| Mars à septembre 1906          | Korvettenkapitän Ferdinand Thyen (de)                          |
| Octobre 1906 à septembre 1907  | Korvettenkapitän Johannes von Karpf                            |
| Octobre 1907 à septembre 1908  | Korvettenkapitän Ferdinand Bertram (de)                        |
| Septembre 1908 à mars 1910     | Korvettenkapitän / Fregattenkapitän Johannes von Karpf         |
| Mars à novembre 1910           | Korvettenkapitän Ernst-Oldwig von Natzmer                      |
| Novembre à décembre 1910       | Capitaine-lieutenant Paul Wallenberg                           |
| Décembre 1910 à septembre 1912 | Korvettenkapitän / Fregattenkapitän Rudolf Bartels (de)        |
| Octobre 1912 à mars 1915       | Fregattenkapitän / Kapitän zur See Oswald von Studnitz (de)    |
| Mars à décembre 1915           | Korvettenkapitän / Fregattenkapitän Hans-Carl von Schlick (de) |
| Décembre 1915 à mars 1916      | Fregattenkapitän Fritz Rebensburg (de)                         |
| Mars à septembre 1916          | Korvettenkapitän Oskar Böcker                                  |
| Septembre 1916 à novembre 1916 | Fregattenkapitän Johannes Tietgenns                            |